# Nanteau-sur-Essonne
 Nanteau-sur-Essonne  es una comuna y población de Francia, en la región de Isla de Francia, departamento de Sena y Marne, en el distrito de Fontainebleau y cantón de La Chapelle-la-Reine.
No está integrada en ninguna Communauté de communes u organismo similar.

## Demografía
| 220 | 305 | 261 | 270 | 303 | 331 | 330 | 354 | 359 | 357 | 375 | 335 | 325 | 346 | 359 | 334 | 335 | 343 | 335 | 293 | 251 | 266 | 282 | 255 | 232 | 234 | 239 | 245 | 252 | 258 | 314 | 394 | 426 |
| Para los censos de 1962 a 1999 la población legal corresponde a la población sin duplicidades (Fuente: INSEE [Consultar]) |     |     |     |     |     |     |     |     |     |     |     |     |     |     |     |     |     |     |     |     |     |     |     |     |     |     |     |     |     |     |     |     |